# Quilt

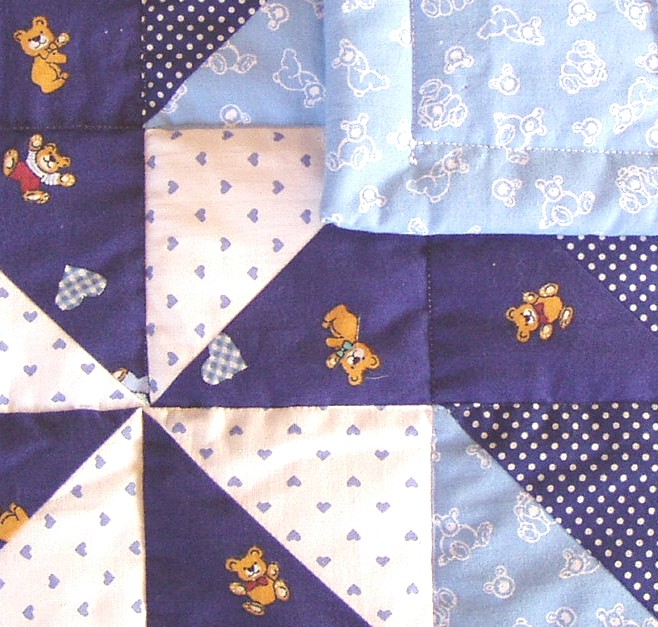
Quilt - přední a zadní díl

Quilt (čte se kvilt) je prošívaná ozdobná deka, která se skládá ze tří částí. Vrchní díl deky tvoří barevný, ozdobný vzor, který je vytvořen technikou zvanou patchwork, vnitřní díl tvoří měkká podšívka – vatelín a spodní díl tvoří vzorovaná nebo jednobarevná látka.
Všechny tři vrstvy jsou vzájemně spojené drobným prošívacím stehem. Tento prošívací steh neslouží pouze ke spojení jednotlivých vrstev. Funguje zároveň jako výrazný estetický prvek, neboť na přední patchworkové straně pomáhá zvýrazňovat ozdobné obrazce a na zadní jednobarevné straně quiltu vytváří vlastní ozdobný vzor.
Quilt se používá jako ozdobný přehoz přes postel, některé quilty se věsí na stěnu podobně jako tapisérie nebo gobelíny.

## Historie
Počátky výroby quiltu pocházejí pravděpodobně z Orientu. Rytíři v době křižáckých výprav používali quilty jako spodní prádlo pod těžká a nepohodlná brnění a později přinesli toto umění do Evropy. Období velmi studených zim ve 14. století v Anglii rozšířilo používání quiltů – prošívaných oděvů, přikrývek a koberečků.
Američtí osadníci trpěli nedostatkem látek a proto začali používat quilt. Patchwork jim totiž umožnil znovu a prakticky použít obnošené a částečně zničené prádlo. Ze zbytků látek začali vyrábět prošívané deky. Postupně se ze sešívání kousků látek vyvinulo svébytné umění. Společné šití (podobně jako u nás v té době draní peří) bylo vítanou a oblíbenou společenskou událostí.
Ve Spojených státech dodnes patří quilt ke kulturnímu bohatství národa. Moderní quilty jsou skutečnými uměleckými díly a jsou nedílnou součástí soudobého moderního umění.
Od 70. let 20. století zažívá výroba quiltů novou renesanci. Moderní pomůcky, speciální šicí stroje i moderní postupy umožňují vytvářet quilty rychleji a jednodušeji než dříve. Vytváření quiltů se stává pro mnohé zajímavým a inspirujícím koníčkem. Také v Česku vznikají různé spolky a kroužky, které se věnují quiltování. Stále se zvětšuje i počet specializovaných obchodů, kde je k dostání široký sortiment látek a pomůcek, které jsou pro quiltování nezbytné.

## Quilt v literatuře a filmu
- Co si ušít do výbavy – americký film